# Svarttjärnen (Själevads socken, Ångermanland, 702510-164039)
Svarttjärnen är en sjö i Örnsköldsviks kommun i Ångermanland och ingår i Moälvens huvudavrinningsområde. Sjön har en area på 0,0544 kvadratkilometer och ligger 125,1 meter över havet.

## Delavrinningsområde
Svarttjärnen ingår i det delavrinningsområde (702464-163816) som SMHI kallar för Utloppet av Själevadfjärden. Medelhöjden är 50 meter över havet och ytan är 21,99 kvadratkilometer. Räknas de 264 avrinningsområdena uppströms in blir den ackumulerade arean 2 283,82 kvadratkilometer. Avrinningsområdets utflöde Moälven (Åselån) mynnar i havet. Avrinningsområdet består mestadels av skog (37 procent) och jordbruk (11 procent). Avrinningsområdet har 5,3 kvadratkilometer vattenytor vilket ger det en sjöprocent på 24,1 procent. Bebyggelsen i området täcker en yta av 3,63 kvadratkilometer eller 16 procent av avrinningsområdet.